# محافظة تشوروون
محافظة تشوروون (تشوروون غون) هي محافظة في مقاطعة غانغوون، كوريا الجنوبية، وبلغ عدد سكانها 54،040 نسمة عام 2001.

## المناخ
يظهر الجدول التالي التغييرات المناخية على مدار السنة لمحافظة تشوروون:
| البيانات المناخية لـمحافظة تشوروون                                            | البيانات المناخية لـمحافظة تشوروون | البيانات المناخية لـمحافظة تشوروون | البيانات المناخية لـمحافظة تشوروون | البيانات المناخية لـمحافظة تشوروون | البيانات المناخية لـمحافظة تشوروون | البيانات المناخية لـمحافظة تشوروون | البيانات المناخية لـمحافظة تشوروون | البيانات المناخية لـمحافظة تشوروون | البيانات المناخية لـمحافظة تشوروون | البيانات المناخية لـمحافظة تشوروون | البيانات المناخية لـمحافظة تشوروون | البيانات المناخية لـمحافظة تشوروون | البيانات المناخية لـمحافظة تشوروون |
| الشهر                                                                         | يناير                              | فبراير                             | مارس                               | أبريل                              | مايو                               | يونيو                              | يوليو                              | أغسطس                              | سبتمبر                             | أكتوبر                             | نوفمبر                             | ديسمبر                             | المعدل السنوي                      |
| ----------------------------------------------------------------------------- | ---------------------------------- | ---------------------------------- | ---------------------------------- | ---------------------------------- | ---------------------------------- | ---------------------------------- | ---------------------------------- | ---------------------------------- | ---------------------------------- | ---------------------------------- | ---------------------------------- | ---------------------------------- | ---------------------------------- |
| الدرجة القصوى °م (°ف)                                                         | 10.3 (50.5)                        | 17.5 (63.5)                        | 22.4 (72.3)                        | 29.8 (85.6)                        | 32.4 (90.3)                        | 34.0 (93.2)                        | 35.6 (96.1)                        | 36.9 (98.4)                        | 33.7 (92.7)                        | 29.0 (84.2)                        | 24.0 (75.2)                        | 14.5 (58.1)                        | 36.9 (98.4)                        |
| متوسط درجة الحرارة الكبرى °م (°ف)                                             | 0.7 (33.3)                         | 4.2 (39.6)                         | 9.8 (49.6)                         | 17.5 (63.5)                        | 22.5 (72.5)                        | 26.2 (79.2)                        | 27.7 (81.9)                        | 28.7 (83.7)                        | 24.8 (76.6)                        | 18.9 (66.0)                        | 10.4 (50.7)                        | 3.1 (37.6)                         | 16.2 (61.2)                        |
| المتوسط اليومي °م (°ف)                                                        | −5.5 (22.1)                        | −2.3 (27.9)                        | 3.5 (38.3)                         | 10.4 (50.7)                        | 16.3 (61.3)                        | 20.8 (69.4)                        | 23.5 (74.3)                        | 23.8 (74.8)                        | 18.7 (65.7)                        | 11.5 (52.7)                        | 4.1 (39.4)                         | −2.8 (27.0)                        | 10.2 (50.4)                        |
| متوسط درجة الحرارة الصغرى °م (°ف)                                             | −11.4 (11.5)                       | −8.3 (17.1)                        | −2.5 (27.5)                        | 3.3 (37.9)                         | 10.3 (50.5)                        | 15.9 (60.6)                        | 20.0 (68.0)                        | 19.9 (67.8)                        | 13.5 (56.3)                        | 5.3 (41.5)                         | −1.3 (29.7)                        | −8.1 (17.4)                        | 4.7 (40.5)                         |
| أدنى درجة حرارة °م (°ف)                                                       | −29.2 (−20.6)                      | −24.6 (−12.3)                      | −13.4 (7.9)                        | −8.2 (17.2)                        | 0.9 (33.6)                         | 6.1 (43.0)                         | 11.3 (52.3)                        | 8.8 (47.8)                         | 3.5 (38.3)                         | −6.3 (20.7)                        | −13.8 (7.2)                        | −22.2 (−8.0)                       | −29.2 (−20.6)                      |
| الهطول مم (إنش)                                                               | 20.6 (0.81)                        | 26.4 (1.04)                        | 40.2 (1.58)                        | 64.0 (2.52)                        | 102.0 (4.02)                       | 138.0 (5.43)                       | 400.9 (15.78)                      | 338.2 (13.31)                      | 148.5 (5.85)                       | 44.7 (1.76)                        | 46.4 (1.83)                        | 21.2 (0.83)                        | 1٬391٫2 (54.77)                    |
| متوسط أيام هطول الأمطار (≥ 0.1 mm)                                            | 7.3                                | 6.3                                | 7.9                                | 8.0                                | 9.7                                | 11.3                               | 17.0                               | 14.1                               | 8.7                                | 6.8                                | 7.7                                | 7.9                                | 112.7                              |
| متوسط الأيام المثلجة                                                          | 9.2                                | 6.2                                | 4.5                                | 0.3                                | 0.0                                | 0.0                                | 0.0                                | 0.0                                | 0.0                                | 0.0                                | 2.3                                | 7.3                                | 29.7                               |
| متوسط الرطوبة النسبية (%)                                                     | 68.9                               | 64.9                               | 62.6                               | 58.9                               | 65.5                               | 72.1                               | 80.7                               | 79.9                               | 76.8                               | 72.9                               | 71.1                               | 70.6                               | 70.4                               |
| ساعات سطوع الشمس الشهرية                                                      | 161.4                              | 166.3                              | 178.7                              | 195.8                              | 207.8                              | 178.4                              | 128.4                              | 165.0                              | 178.6                              | 192.5                              | 147.7                              | 149.4                              | 2٬050٫1                            |
| نسبة وصول أشعة الشمس                                                          | 52.9                               | 54.7                               | 48.2                               | 49.5                               | 47.1                               | 40.2                               | 28.5                               | 39.1                               | 47.8                               | 53.4                               | 48.6                               | 50.4                               | 46.0                               |
| المصدر: Korea Meteorological Administration (percent sunshine and snowy days) |                                    |                                    |                                    |                                    |                                    |                                    |                                    |                                    |                                    |                                    |                                    |                                    |                                    |

## وصلات خارجية
- الصفحة الرئيسية لحكومة محافظة تشوروون